# 中国回教青年会

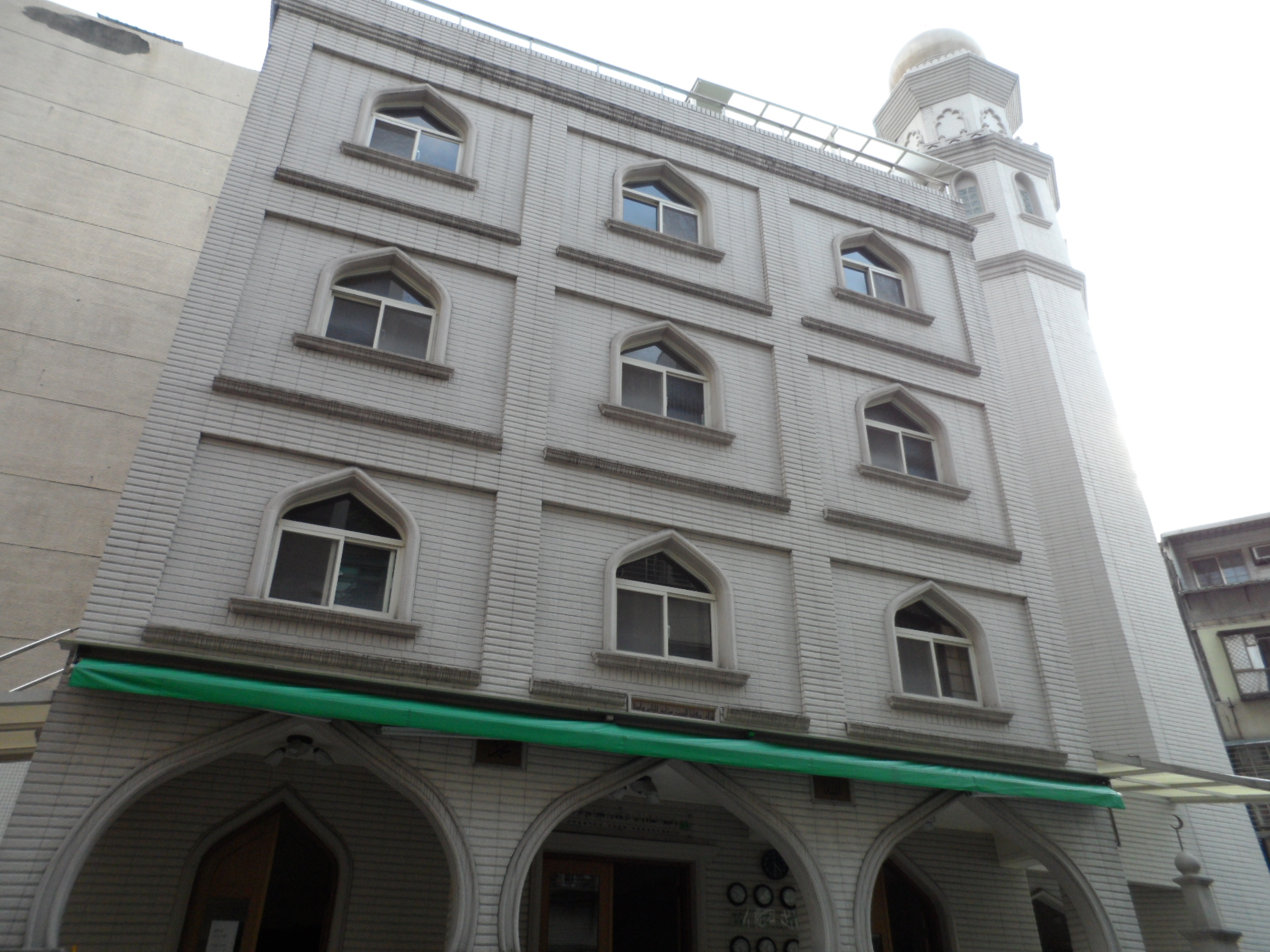
台北文化清真寺

中国回教青年会是中华民国的一个中国伊斯兰教组织。

## 历史
中国回教青年会在抗日战争期间1930年代初在沈阳以中国回教青年文化改良协会之名建立，为了作战对抗大日本帝国陆军及日本傀儡政权满洲国而团结穆斯林年轻人。
1940年代末第二次国共内战期间，中国回教青年文化改良协会的很多成员移民到广东。1949年7月，协会在广州和其他感兴趣的穆斯林团队自我重组，组成了中国回教青年反共建国联盟。同年稍迟，该会离开广东，移到台湾。1957年，改现名中国回教青年会。

## 活动
该会在台北文化清真寺建造和运营。它要求正式注册入会。1969年中，它记录了560名成员，包括55名台湾皈依者。大多数成员住在台北或其周边，一些散落在台湾周边。
中国回教青年会的宗教认定常被称他们为异端的中国回教协会成员拒绝。在住在非伊斯兰地区但打算保持穆斯林信仰的穆斯林看来，中国回教青年会对异教徒做了太多妥协。这个主要原因是他们与伊斯兰世界疏离的原因。
尽管该组织从未积极赞助任何伊斯兰传教士的工作，他们仍然举办一些改宗仪式，主要是为了婚姻原因。通常，该会感到他们对更年轻和更进步的群体更有吸引力。它为年轻人提供定期上课，相比于阿拉伯语和礼仪问题，更强调伊斯兰教法和神学。